# Indoor Bowls nos Jogos Insulares de 2023
As competições de indoor bowls nos Jogos Insulares de 2023 foram disputadas em Lé Vale, em Guernsey, entre os dias 9 e 13 de julho. Foram realizados um total de três eventos, entre aberto individual, duplas e trios. As partidas ocorreram no Guernsey Indoor Bowls Center.

## Participantes
- Alderney
- Anglesey
- Bermuda
- Guernsey (Anfitrião)
- Ilhas Malvinas
- Ilhas Ocidentais
- Jersey
- Orkney

## Medalhistas
| Evento            | Ouro                                                    | Prata                                                            | Bronze                                                |
| ----------------- | ------------------------------------------------------- | ---------------------------------------------------------------- | ----------------------------------------------------- |
| Aberto individual | Alison Merrien Guernsey                                 | Ian Merrien Guernsey                                             | David Leach Bermuda                                   |
| Aberto individual | Alison Merrien Guernsey                                 | Ian Merrien Guernsey                                             | Michael Rive Jersey                                   |
| Aberto em duplas  | Joshua Bonsall Bradley Le Noury Guernsey                | Rosemary Ogier Shirley Petit Guernsey                            | Sally Black Jean Holmes Jersey                        |
| Aberto em duplas  | Joshua Bonsall Bradley Le Noury Guernsey                | Rosemary Ogier Shirley Petit Guernsey                            | Luke Le Sueur Cyril Renouf Jersey                     |
| Aberto em trios   | Catherine Bonsall Alison Merrien Shirley Petit Guernsey | Cecil Alexander Christopher Locke Oliver Thompson Ilhas Malvinas | Cyril Renouf Luke Le Sueur Michael Rive Jersey        |
| Aberto em trios   | Catherine Bonsall Alison Merrien Shirley Petit Guernsey | Cecil Alexander Christopher Locke Oliver Thompson Ilhas Malvinas | David King Michael Le Noury Stephen Le Noury Guernsey |

## Quadro de medalhas
Atualizado em 14 de janeiro de 2024
| Pos                | Equipe             | Ouro | Prata | Bronze | Total |
| 1                  | Guernsey           | 3    | 2     | 1      | 6     |
| 2                  | Ilhas Malvinas     | 0    | 1     | 0      | 1     |
| 3                  | Jersey             | 0    | 0     | 4      | 4     |
| 4                  | Bermuda            | 0    | 0     | 1      | 1     |
| Totais (4 Equipes) | Totais (4 Equipes) | 3    | 3     | 6      | 12    |